# Stanislav Bednařík
Stanislav Bednařík (* 31. ledna 1969 České Budějovice) je český bývalý hokejista a od roku 2013 generálním manažerem jihočeského hokejového týmu Banes Motor České Budějovice.

## Kariéra
Narodil se v Českých Budějovicích, kde prošel hokejovými mládežnickými kategoriemi.
Většinu své kariéry odehrál v budějovickém Motoru, za který nastupoval v letech 1990 až 1993. Kromě toho působil i v týmech KLH Jindřichův Hradec, VTJ Písek a HC Kobra Praha.
Od roku 2013 je pracuje jako generální manažer týmu HC Motor České Budějovice. Ve stejném roce se stal i jeho spoluvlastníkem. Za dobu jeho působení se klub dokázal dostat do nejvyšší české hokejové ligy. Rovněž byl zvýšen rozpočet klubu.

## Osobní život
Je ženatý a má tři děti. S rodinou žije v Hluboké nad Vltavou. Ve volném čase se věnuje tenisu a lyžování.

## Seznam klubů
- VTJ Písek
- HC Motor České Budějovice
- KLH Jindřichův Hradec
- HC Kobra Praha